# La Modification (film)
Pour le roman, voir La Modification.
Pour plus de détails, voir Fiche technique et Distribution.
La Modification est un film français réalisé par Michel Worms, d'après le roman de Michel Butor publié aux éditions de Minuit en 1957, et sorti en 1970.

## Synopsis
Léon Delmont quitte son domicile parisien où il vit avec son épouse Henriette et ses quatre enfants. Il prend le train en troisième classe avec l'intention de rejoindre sa maîtresse Cécile à Rome, là où il l'a rencontrée. Il s'interroge tout le long du trajet sur sa vie amoureuse.

## Fiche technique
- Titre : La Modification
- Réalisation : Michel Worms
- Scénario : Raphaël Cluget, Michel Worms et Diego Fabbri, d'après le roman de Michel Butor
- Producteurs : René Thévenet et Louis Duchesne
- Photographie : Daniel Vogel
- Son : Jacques Orth
- Musique : Francis Lai
- Montage : Charles Bretoneiche
- Narrateur : Philippe Chauveau
- Pays de production :  France
- Durée : 90 minutes
- Date de sortie : France - 26 août 1970

## Distribution
- Maurice Ronet : Léon Delmont
- Emmanuelle Riva : Henriette
- Sylva Koscina : Cécile
- Frédérique Jeantet : Jacqueline
- Bernard Jeantet : Thomas
- Patrick Jeantet : Henri
- Silvana Jachino : Madame De Monte
- Jacques Point
- Luis Masson : Le commissaire Durieu
- Simone Boris : La secrétaire
- Jolanda Modio : La jeune mariée
- Enrico Pagani : Le jeune marié
- Roger Imbert
- Guy Lore
- Roberto Messina : un policier
- Dominique Michalak

## Autour du film
- Michel Butor a affirmé qu'il n'avait jamais vu le film. Interrogé pour savoir s'il le croyait raté, il répondit : « Je pense que c’était particulièrement difficile d’en faire un avec ce roman-là (La Modification). Il aurait beaucoup mieux valu me demander d’écrire un scénario[1]. » Moins d'un an après la sortie du film, Butor écrivit en 1971 un scénario pour un projet de téléfilm, L’Enchantement/L’Entre-deux, « une espèce de variation humoristique de La Modification ». Le scénario a été repris à l’intérieur d’un texte semi-romanesque intitulé Intervalle (1973).